# Hubers Landhendl
Hubers Landhendl GmbH mit Sitz in Pfaffstätt im Innviertel ist die Hauptgesellschaft einer österreichischen Unternehmensgruppe, die Geflügelfleisch produziert. Mit 900 Mitarbeitern und 400 Vertragsmästern erwirtschaftet die Gruppe einen Jahresumsatz von mehr als 300 Millionen Euro und ist Marktführer in Österreich.

## Geschichte
Maria und Johann Huber gründeten das Unternehmen 1973 als Geflügelhof Huber. 1990 wurde erstmals Bioware produziert.
Um die Jahrtausendwende wuchs Huber durch Übernahme dreier insolventer Geflügelverarbeiter (Stanzel, Fehringer, Mirimi) samt fast aller Vertragsmäster. 2005 erwarb Huber die in wirtschaftlichen Schwierigkeiten steckende, erst 2002 (nach einem zustimmenden Bürgerentscheid) errichtete Putenschlachterei Süddeutsche Truthahn AG im grenznahen oberbayerischen Ampfing, die seither unter der Marke Hubers Landpute produziert.
Im Jahr 2006 wurden die Unternehmensgründer mit dem Goldenen Verdienstzeichen des Landes Oberösterreich geehrt, im Jahr darauf übergaben sie den Betrieb an ihre Kinder Johannes und Sylvia Huber.
2009 wurde in Pettenbach eine neuerbaute Brüterei in Betrieb genommen, an der Huber zunächst zu 60 % beteiligt war und 2014, als der bisherige Mitgesellschafter eine eigene Brüterei errichtete, alle Anteile übernahm. 2012 startete eine Wursterei und eine Fertigungsanlage für Convenience Food. Anfang 2013 wurde die Transportlogistik in die neugegründete Frisch Express GmbH ausgegliedert.
Im Jahr 2014 gerieten mehrere deutsche Putenmastbetriebe, die der Ampfinger Schlachterei zulieferten, in die Kritik von Tierschützern, woraufhin große Kunden der Huber-Gruppe aus dem Lebensmittelhandel zeitweise absprangen. Ende desselben Jahres wurde eine Online-Petition gegen die Erweiterung des Ampfinger Putenschlachtbetriebs gestartet, die innerhalb weniger Tage mehrere zehntausend Unterstützer fand, rechtlich allerdings wirkungslos war. Die Erweiterung wurde im April 2015 genehmigt.
Im Dezember 2015 wurde die bis dahin über die H.L. Verwaltungs GmbH in Besitz der Privatstiftungen von Sylvia Huber (Aufsichtsratsvorsitzende) und Johannes Huber (Geschäftsführer) befindliche Huber-Gruppe inklusive der deutschen Unternehmen mit Wirkung zum 1. März 2016 von der Schweizer Coop-Tochter Bell Food Group übernommen, von der sie als operativ eigenständige Geschäftseinheit unter gleichbleibender Leitung weitergeführt wird.
Im August 2019 veröffentlichte der Verein Soko Tierschutz ein Video, das ein brutales Vorgehen beim Verladen von Puten in Ungarn zeigt. Das Video entstand bei einem der Zulieferbetriebe der Ampfinger Schlachterei. Der Verein kritisierte zudem den  Tiertransport nach Deutschland über mehrere hundert Kilometer bei  hohen Temperaturen.

## Einzelbelege
1. ↑  Geflügelspezialist Huber wird schweizerisch. derStandard.at, 16. Dezember 2015
2. ↑  Die durch und durch oberösterreichische Geflügel-Großmacht sitzt im Innviertel. Nachrichten.at, 8. November 2010
3. ↑  Hubers Landhendl übernimmt Süddeutsche Truthahn AG. Hubers Landhendl GmbH, 21. Februar 2005 APA-OTS
4. ↑  Modernste Kükenbrüterei in Pettenbach. oesterreich.ORF.at, 6. Februar 2009
5. ↑  "Eiermacher" brüten jetzt Millionen Bioküken aus. Nachrichten.at, 3. Mai 2014
6. ↑  Wahnsinn im Güterverkehr: Lkw-Lenker werden zu 20-Stunden-Touren gezwungen. Salzburg24.at, 30. August 2013
7. ↑  Lkw-Fahrer: Kritik an langer Einsatzzeit (Memento vom 22. Dezember 2015 im Internet Archive). Salzburger Nachrichten vom 31. August 2013
8. ↑  Missstände bei "Hubers Landhendl" - Überzüchtung für den Billigmarkt, Spiegel TV, 10. Mai 2014
9. ↑  Gequälte Puten - Neues von Hubers Landhendl -Video. Spiegel TV, 19. Mai 2014
10. ↑  Truthahn AG arbeitet wieder mit umstrittenen Mastbetrieben. agrarheute.com
11. ↑  Ampfing: Petition gegen Erweiterung des Puten-Schlachthofs gestartet. innsalzach24.de, 18. Dezember 2015
12. ↑  Kein Interesse an Erörterungen zum Putenschlachthof. innsalzach24.de, 13. Januar 2015
13. ↑   Genehmigungsbescheid (Memento vom 23. Dezember 2015 im Internet Archive)
14. ↑  Sylvia Mondsee Privatstiftung bzw. Johannes Mattsee Privatstiftung
15. ↑  Schweizer Bell kauft österreichischen Geflügelspezialisten Huber. FORMAT.at, 16. Dezember 2015
16. ↑  Süddeutsche Truthahn AG, Vereinte Truthahnerzeugergemeinschaften GmbH, VTE Beteiligungs GmbH & Co. KG
17. ↑  Die Bell-Gruppe investiert in die Zukunft: Akquisition der Huber-Gruppe und Ausbau der Schweizer Standorte (Memento vom 22. Dezember 2015 im Internet Archive). Bell-Medienmitteilung vom 16. Dezember 2015
18. ↑  Jutta Sonnewald, Jan Schüßler: SOKO Tierschutz filmt in Ungarn: So qualvoll ist der Weg der Mast-Puten. In: zdf.de. 7. August 2019, abgerufen am 9. August 2019.
19. ↑  Evelyne Schlauri: Deutscher Truthahn-Skandal - Coop-Tochter wegen Tiertransporten in der Kritik. In: srf.ch. 7. August 2019, abgerufen am 9. August 2019.
20. ↑  Ungarische Pute, bayerisches Etikett - Kritik an Tiertransporten. In: br.de. 8. August 2019, abgerufen am 9. August 2019.